# Jürgen Roth
Pour les articles homonymes, voir Roth.
Œuvres principales
- Der Deutschland-Clan: Das skrupellose Netzwerk aus Politikern, Top-Managern und Justiz (2006)
- Der stille Putsch. Wie eine geheime Elite aus Wirtschaft und Politik sich Europa und unser Land unter den Nagel reißt (2014)

Jürgen Roth (né à Francfort-sur-le-Main le 4 novembre 1945 et mort le 28 septembre 2017 dans la même ville) est un journaliste d’investigation et homme de télévision allemand.
Ses thèses hardies, qui traitent notamment des imbrications entre mafia, monde politique, magistrature, médias et milieux économiques, en particulier en Allemagne et en Europe de l’Est, et qu’il a exposées dans un grand nombre d’ouvrages et dans des documentaires de télévision, lui ont valu plusieurs procès en diffamation.

## Biographie
Après obtention de la Mittlere Reife (certificat d’études délivré à l’issue du secondaire inférieur), Jürgen Roth  entra en apprentissage dans le secteur logistique. En 1968, il interrompit sa carrière professionnelle pour aller passer une année en Turquie. Ensuite, à partir de 1971, il déploya une activité de journaliste d’investigation, publiant un grand nombre d’ouvrages et créant des documentaires pour la télévision, traitant de la criminalité organisée (plus particulièrement en Europe de l’est et en Allemagne) et du terrorisme international. Il est d’autre part actif au sein de l’organisation Business Crime Control. Roth estime que la criminalité organisée est profondément imbriquée avec le système économique, au point d’être en Europe un élément constitutif du monde de l’économie.

### Réception et procédures judiciaires
Le journal Rheinische Post considère Roth comme l’un des « meilleurs connaisseurs du sujet ». Roth passe d’autre part pour un « journaliste combattif, mais en même temps controversé, en raison de ses polémiques », selon le Berliner Zeitung du 9 juillet 2009. Thomas Feltes (de), criminologue à l’université de la Ruhr à Bochum, écrivit à propos de ses publications : « Sans ses livres, il manquerait quelque chose au lecteur ordinaire, et certainement aussi à maints enquêteurs, lesquels après leur parution y chercheront avidement [pour savoir] qui s’y trouve cité, nommé ou de quelque autre façon évoqué indirectement ».
Cependant, ses publications ont valu à Roth de voir engager contre lui plusieurs procédures judiciaires. Ainsi Gerhard Schröder l’attaqua-t-il en justice pour l’ouvrage Der Deutschland-Clan: Das skrupellose Netzwerk aus Politikern, Top-Managern und Justiz (littér. Le Clan Allemagne : le réseau sans scrupules de politiciens, hauts dirigeants d’entreprise et magistrats), dans lequel Roth s’en était pris notamment à l’ancien chancelier. Le tribunal ordonna que Roth eût à rectifier un passage du livre, où l’auteur établissait un lien entre un voyage entrepris par Schröder dans les Émirats arabes unis et ses activités pour le compte de Gazprom. Ce nonobstant, les avocats de Schröder tentèrent d’entraver la diffusion de la nouvelle édition expurgée en dissuadant les libraires de le mettre en vente. Auparavant, Roth avait présenté sur le portail d’actualités Fair Observer un extrait de ses travaux de recherche sur le sujet.
Selon une ordonnance rendue en référé, que l’avocat d’un restaurateur de Leipzig avait obtenue auprès du tribunal de cette ville, le livre Mafialand Deutschland dut être retiré du commerce et ne pouvait plus ensuite être vendu que moyennant noircissement de certains passages.

### Controverses
En février 2010, l’ancien ministre de l’Intérieur de Bulgarie Rumen Petkov (en) déposa plainte contre Jürgen Roth pour diffamation, après que Roth eut associé Petkov à la mafia et au trafic de drogue. Le 14 octobre 2010, Roth sera acquitté par un tribunal de Sofia, qui débouta le plaignant de son accusation de calomnie.
À partir de l’été 2007, Roth commença à écrire des articles sur l’affaire dite Sachsensumpf (de Sachsen, Saxe, et Sumpf, marécage, marigot), en s’appuyant sur le soupçon selon lequel certaines personnalités politiques, certains magistrats, policiers et patrons de presse appartiendraient à des réseaux mafieux,. En raison de ces articles, Roth fut violemment pris à partie dans une série d’articles parus dans le FAZ par le journaliste Reiner Burger, qui qualifia le Sachsensumpf de « légende ». Burger, pour étayer sa démonstration, se plut à rappeler plusieurs procès perdus par Roth dans le passé, signalant notamment que Roth fut condamné à payer des dommages et intérêts par un tribunal de Hambourg en 2000 pour son ouvrage paru en 1999 Die graue Eminenz, de même qu’en 1999, à cause d’un reportage à la télévision. Burger reproche à Roth d’avoir e.a. négligé de s’entretenir directement avec les personnes par lui incriminées. Dans le même contexte, Roth fut contraint de retirer de son site internet un certain nombre d’affirmations à propos d’un chef d’entreprise de Leipzig, après qu’il eut été établi que le témoin sur les dires duquel Roth s’était appuyé avait fait de fausses déclarations, et fut condamné par un tribunal de Dresde au printemps 2008 à une amende de 4200 euros. Roth retorqua en soulignant qu’il ne lui était arrivé qu’une seule fois, pour tel billet de blogue, d’omettre d’interroger directement une personne mise en cause par lui et taxa les attaques de Burger de « kafkaesques », car Burger méconnaissait le fait que les témoins importants dans l’affaire Sachsensumpf avaient subi des pressions. Toujours est-il que le comité d’enquête du parlement régional de Saxe ne put aboutir en 2009 à aucune conclusion tangible sur le Sachsensumpf. Le CDU et le FDP considérèrent alors l’affaire comme réfutée, tandis que les Verts et Die Linke indiquèrent que si aucune preuve n’avait pu être produite, c’était en raison de ce que la consultation des pièces du dossier avait été dans une large mesure déniée au comité d’enquête par le gouvernement régional. Le parquet du reste a cessé d’enquêter dans l’affaire Sachsensumpf,. En Juin 2010 néanmoins, une commission d’enquête constituée au sein du parlement de Saxe fut chargée de contrôler le milieu politique saxon au point de vue de la corruption et des connexions mafieuses. Le journal Lausitzer Rundschau, dans un article paru dans son édition du 3 juillet 2014 et intitulé « Sachsensumpf-Affäre: Geklärt ist so gut wie nichts » (Affaire Sachsensumpf : rien ou presque n’a été élucidé), évoque la clôture de la procédure et rapporte les paroles de Johannes Lichdi (de), du parti Bündnis 90/Die Grünen, selon qui « l’enquête contre les procureurs et juges accusés publiquement n’a jamais été menée sérieusement et était dès le départ destinée à être suspendue ».
Dans son ouvrage Verschlussakte S: Smolensk, MH17 und Putins Krieg in der Ukraine, paru en 2015, Roth développe une thèse fondée entre autres sur l’allégation que la présence d’explosifs aurait été constatée dans l’avion qui s’écrasa dans un épais brouillard aux environs de Smolensk avec à son bord le président polonais Lech Kaczyński. La théorie d’un attentat n’a toutefois pas été confirmée par le rapport d’enquête des autorités polonaises. Pourtant, la thèse défendue par Jürgen Roth dans son livre bénéficiera en 2015 du soutien de Małgorzata Wassermann, fille de Zbigniew Wassermann, ancien coordinateur des services secrets polonais et victime dudit accident d’avion, qui affirme dans un livre « savoir actuellement, d’un savoir qui confine à la certitude, qu’il y eut bien une explosion ».
Sur un site internet spécialement créé en 2007, Roth affirma que les allégations d’un empoisonnement de l’ancien président ukrainien Viktor Youchtchenko relevaient d’une campagne de désinformation impliquant l’ensemble des journalistes occidentaux. L’empoisonnement eut lieu au cours de la campagne électorale, où Youchtchenko se présentait comme le candidat de l’opposition, et se manifesta selon l’auteur à l’issue d’un dîner qu’il avait eu en compagnie de membres des services secrets du gouvernement ukrainien d’alors.

## Œuvre

### Documentaires pour la télévision
- Die grauen Wölfe kommen, WDR, 1982
- Mafia und Co. Der Drogen- und Waffenschmuggel in Europa, SFB, 9 décembre 1984
- Der Tote im Rhein. Auslandsreporter, WDR, 20 juin 1984
- Asylanten-Reportage aus einem Sammellager, ZDF, 1984
- Countdown zum Putsch, WDR, 1986
- Auslandsreporter: Es war einmal ein Kaiserreich, WDR, 1987
- Operation Ernte, Vorbereitungen eines Putsches in der Zentralafrikanischen Republik, WDR, 16 avril 1987
- Die Söldnerinsel. Legionäre erobern die Comoren, SDR, 1988
- Hochexplosiv, Waffenhändler packen aus, ZDF, 7 janvier 1988
- Tod in Deutschland-Schauplatz Wald-Kraiburg, WDR, avril 1989
- Der Mann aus Damaskus. Monser al Kassar, Dienstag, ZDF, 16 octobre 1990
- Im Reich des Bösen – Die Moon-Sekte, ZDF, août 1991
- Heiße Ware für Frankfurt – Verbrechersyndikate in Deutschland, ZDF, 29 janvier 1992
- Die Organräuber, ZDF, 13 novembre 1992

### Ouvrages (sélection)
- 1971 : Armut in der Bundesrepublik
- 1972 : Ist die Bundesrepublik Deutschland ein Polizeistaat?
- 1973 : Partner Türkei oder Foltern für die Freiheit des Westens?
- 1974 : Bundeswehr, BGS, Polizei, Hüter der Verfassung?
- 1975 : Z. B. Frankfurt, die Zerstörung einer Stadt
- 1977 : Aufstand im wilden Kurdistan
- 1978 : Geographie der Unterdrückten
- 1981 : Die Türkei – Republik unter Wölfen
- 1982 : „Es ist halt so …“
- 1984 : Dunkelmänner der Macht
- 1985 : Zeitbombe Armut
- 1986 : Makler des Todes
- 1987 : Rambo
- 1987 : Das zensierte Buch: Geschäfte und Verbrechen der Politmafia.
- 1988 : Die illegalen deutschen Waffengeschäfte und ihre internationalen Verflechtungen.
- 1990 : Die Mitternachtsregierung.
- 1992 : Sie töten für Geld.
- 1992 : Verbrecher-Holding.
- 1995 : Der Sumpf.
- 1996 : Die Russen-Mafia.
- 1997 : Absturz.
- 1999 : Die Graue Eminenz.
- 1999 : Die roten Bosse.
- 2000 : Schmutzige Hände: Wie die westlichen Staaten mit der Drogenmafia kooperieren, Goldmann,  (ISBN 3-442-15134-1).
- 2001 : Der Oligarch.
- 2002 : Netzwerke des Terrors.
- 2003 : Die Gangster aus dem Osten.
- 2004 : Ermitteln verboten!, Rowohlt, Reinbek, ; 2e éd. (1er novembre 2007),  (ISBN 978-3-499-62309-7).
- 2005 : Gejagt von der Polenmafia, Eichborn-Verlag,  (ISBN 3-8218-5589-4).
- 2006 : Der Deutschland-Clan: Das skrupellose Netzwerk aus Politikern, Top-Managern und Justiz,  (ISBN 978-3-453-62020-9).
- 2007 : Anklage unerwünscht: Korruption und Willkür in der deutschen Justiz, en collaboration avec Rainer Nübel et Rainer Fromm, Eichborn-Verlag,  (ISBN 978-3-8218-5667-4).
- 2009 : Mafialand Deutschland, Eichborn-Verlag,  (ISBN 978-3-8218-5632-2).
- 2010 : Gangsterwirtschaft. Wie die organisierte Kriminalität Deutschland aufkauft, Eichborn-Verlag,  (ISBN 978-3-8218-5680-3).
- 2012 : Gazprom - Das unheimliche Imperium, Westend-Verlag,  (ISBN 978-3-86489-000-0)
- 2013 : Spinnennetz der Macht. Wie die politische und wirtschaftliche Elite unser Land zerstört, Econ, Berlin 2013,  (ISBN 978-3-430-20134-6).
- 2014 : Der stille Putsch. Wie eine geheime Elite aus Wirtschaft und Politik sich Europa und unser Land unter den Nagel reißt, Heyne, Munich 2014,  (ISBN 978-3-453-20027-2).
- 2015 : Verschlussakte S: Smolensk, MH17 und Putins Krieg in der Ukraine, Econ, Berlin 2015,  (ISBN 978-3-430-20162-9).
- 2016 : Der tiefe Staat: Die Unterwanderung der Demokratie durch Geheimdienste, politische Komplizen und den rechten Mob, Heyne Verlag,  (ISBN 978-3-453-20113-2).
- 2016 : Schmutzige Demokratie: Ausgehölt - Ausgenutzt - Ausgelöscht?, Ecowin Verlag,  (ISBN 978-3-711-00094-1).
- 2017 : Die neuen Paten. Trump, Putin, Erdogan, Orbán & Co, Heyne, Munich,  (ISBN 978-3-453-20189-7).

## Récompense
- Medien-Fernsehpreis 1985 der Bundesarbeitsgemeinschaft der Freien Wohlfahrtspflege